# Guadalupe (España)
Guadalupe, es un municipio y localidad española de la provincia de Cáceres, en la comunidad autónoma de Extremadura. Se sitúa en la mancomunidad de Villuercas-Ibores-Jara y en el partido judicial de Logrosán. El municipio tiene 1752 habitantes según el último dato del INE de 2018.
Según la tradición, un pastor encontró una talla de la virgen María en el río Guadalupe a finales del siglo XIII o principios del XIV. Cerca del lugar donde se encontró la imagen se construyó una ermita alrededor de la cual surgió el asentamiento actual con el nombre de Puebla de Santa María de Guadalupe. Desde la construcción del primer santuario, Guadalupe se convirtió en el centro de peregrinación más importante de la península ibérica después de Santiago de Compostela, condición que mantiene en la actualidad a través de la peregrinación que llega de toda España por los caminos de Guadalupe. Esto se debe al hecho de que si Santiago es el patrón de España, la Virgen de Guadalupe es la patrona de todas las tierras de habla hispana y ostenta el título de reina de las Españas según la tradición católica. El Real Monasterio de Santa María de Guadalupe es considerado como uno de los mayores símbolos de Extremadura y la Virgen de Guadalupe es también patrona de esta región. El municipio cuenta con gran cantidad de monumentos además del monasterio.
Está catalogado como uno de Los Pueblos Más Bonitos de España desde el año 2018 y pertenece desde entonces a la asociación homónima.
El 14 de diciembre de 2017 se condecoró a Guadalupe con el título de Primera Maravilla Rural 2017. A este reconocimiento se suma al certamen de Ferrero Rocher Luce tu Pueblo para elegir el Pueblo más Bonito y Bueno de España, otorgado de manera oficial el 16 de diciembre de 2017. Además, Guadalupe acogió la retransmisión de las campanadas de Nochevieja 2019 a través de una cadena nacional y renombrado con el premio de Ferrero Roche y los habitantes de este pueblo recibieron una muestra de los tipos de Ferrero Roche.

## Geografía física

### Localización
Los pueblos más cercanos por carretera son Cañamero, Alía, Castilblanco, Logrosán y Navalvillar de Ibor. El término municipal tiene los siguientes límites:
| Noroeste: Navezuelas | Norte: Alía          | Noreste: Alía |
| Oeste: Cañamero      |                      | Este: Alía    |
| Suroeste: Cañamero   | Sur: Alía y Cañamero | Sureste: Alía |

### Clima
Guadalupe tiene un clima mediterráneo de tipo Csa según la clasificación climática de Köppen.
| Parámetros climáticos promedio de Guadalupe en el periodo 1961-1995 | Parámetros climáticos promedio de Guadalupe en el periodo 1961-1995 | Parámetros climáticos promedio de Guadalupe en el periodo 1961-1995 | Parámetros climáticos promedio de Guadalupe en el periodo 1961-1995 | Parámetros climáticos promedio de Guadalupe en el periodo 1961-1995 | Parámetros climáticos promedio de Guadalupe en el periodo 1961-1995 | Parámetros climáticos promedio de Guadalupe en el periodo 1961-1995 | Parámetros climáticos promedio de Guadalupe en el periodo 1961-1995 | Parámetros climáticos promedio de Guadalupe en el periodo 1961-1995 | Parámetros climáticos promedio de Guadalupe en el periodo 1961-1995 | Parámetros climáticos promedio de Guadalupe en el periodo 1961-1995 | Parámetros climáticos promedio de Guadalupe en el periodo 1961-1995 | Parámetros climáticos promedio de Guadalupe en el periodo 1961-1995 | Parámetros climáticos promedio de Guadalupe en el periodo 1961-1995 |
| Mes | Ene.                                                                | Feb.                                                                | Mar.                                                                | Abr.                                                                | May.                                                                | Jun.                                                                | Jul.                                                                | Ago.                                                                | Sep.                                                                | Oct.                                                                | Nov.                                                                | Dic.                                                                | Anual                                                               |
| --- | ------------------------------------------------------------------- | ------------------------------------------------------------------- | ------------------------------------------------------------------- | ------------------------------------------------------------------- | ------------------------------------------------------------------- | ------------------------------------------------------------------- | ------------------------------------------------------------------- | ------------------------------------------------------------------- | ------------------------------------------------------------------- | ------------------------------------------------------------------- | ------------------------------------------------------------------- | ------------------------------------------------------------------- | ------------------------------------------------------------------- |
| Temp. media (°C) | 7.3                                                                 | 8.3                                                                 | 10.6                                                                | 12.2                                                                | 16.5                                                                | 21.2                                                                | 26.0                                                                | 25.1                                                                | 22.5                                                                | 16.5                                                                | 11.1                                                                | 7.8                                                                 | 15.4                                                                |
| Precipitación total (mm) | 120.2                                                               | 111.0                                                               | 68.6                                                                | 82.6                                                                | 51.3                                                                | 36.3                                                                | 8.5                                                                 | 7.9                                                                 | 34.5                                                                | 75.4                                                                | 131.9                                                               | 150.9                                                               | 879.2                                                               |
| Fuente: Ministerio de Agricultura, Alimentación y Medio Ambiente. Datos de precipitación para el periodo 1961-1995 y de temperatura para el periodo 1961-1990 en Guadalupe 22 de octubre de 2012 |                                                                     |                                                                     |                                                                     |                                                                     |                                                                     |                                                                     |                                                                     |                                                                     |                                                                     |                                                                     |                                                                     |                                                                     |                                                                     |

## Historia

### Edad Media
Según la leyenda, la imagen fue realizada en un taller de escultura fundado en Palestina en el siglo I por Lucas el Evangelista. Siglos después, fue venerada en templos de Acaya y Bizancio. Posteriormente, el papa Gregorio Magno (590-604) regaló esta escultura al arzobispo Leandro de Sevilla. El arzobispo colocó la imagen en una ermita a las afueras de la localidad. Durante la invasión musulmana del 711, los cristianos de esa ciudad la depositaron en una caja y la escondieron junto al río Guadalupe, en la zona de la serranía de las Villuercas, al pie de la sierra de Altamira.

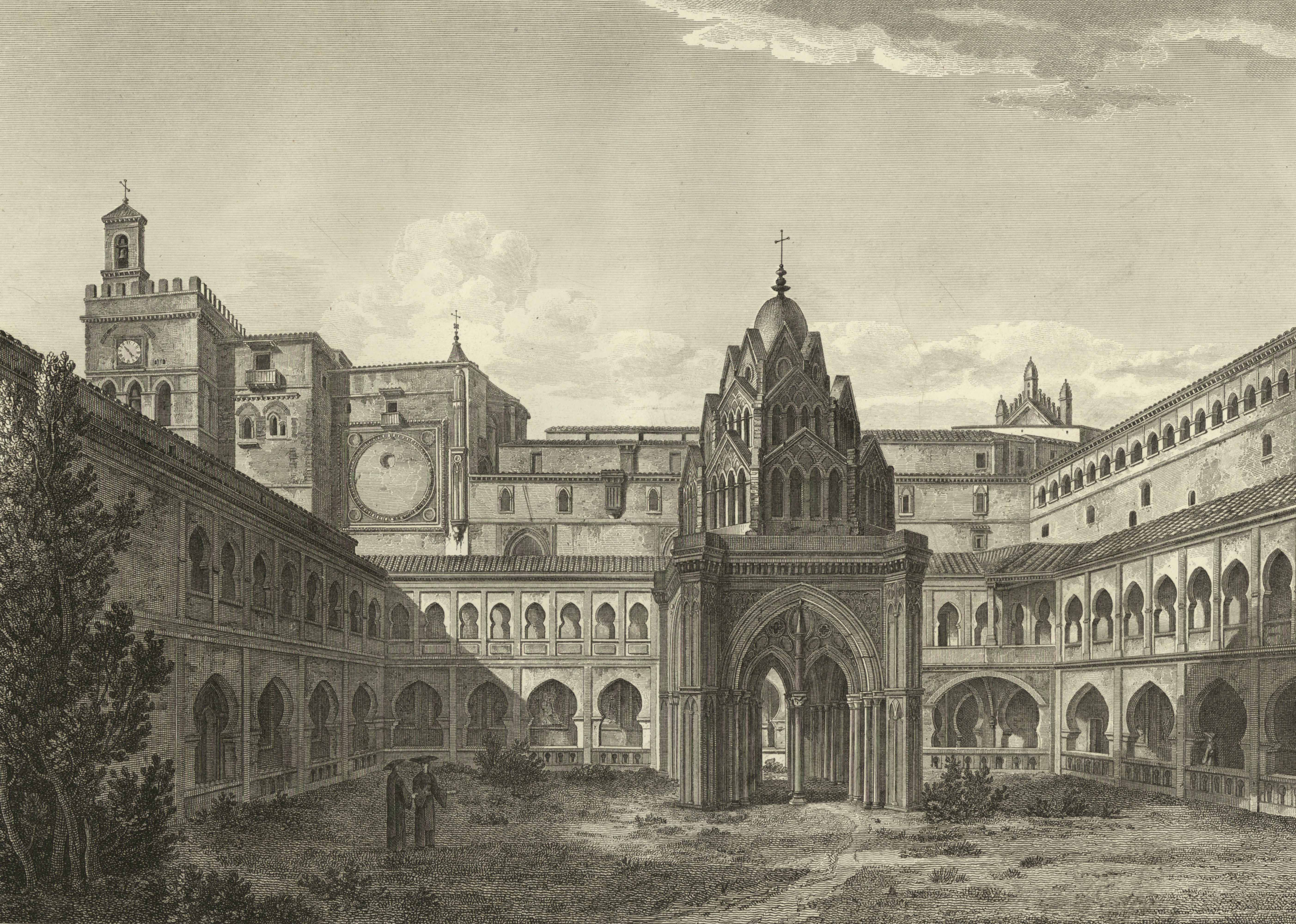
Claustro del monasterio en un grabado de comienzos del (Voyage pittoresque et historique de l'Espagne, 1811)

La imagen de la Virgen, sin embargo, data del siglo XIII, y por la misma época se construyó una ermita para alojarla; alrededor de la cual fueron asentándose los primeros habitantes del nuevo núcleo de población, que tomaría su nombre del río en el que fue encontrada la imagen de la Virgen. Las primeras noticias históricas se refieren al otorgamiento de tierras a estos pobladores por parte del rey Alfonso XI en 1340, pasando a depender de la ciudad de Talavera de la Reina. En 1347 se menciona ya el nombre de Puebla de Santa María de Guadalupe. En 1349, el rey otorga al prior del santuario el título de "Señor de la Puebla", que mantendría hasta 1820, fecha en que se constituye el primer ayuntamiento.

### Edad Contemporánea
Pueblo originariamente perteneciente a las Tierras de Talavera y a la región de Castilla La Nueva, en 1833 pasa a formar parte de la provincia de Cáceres.

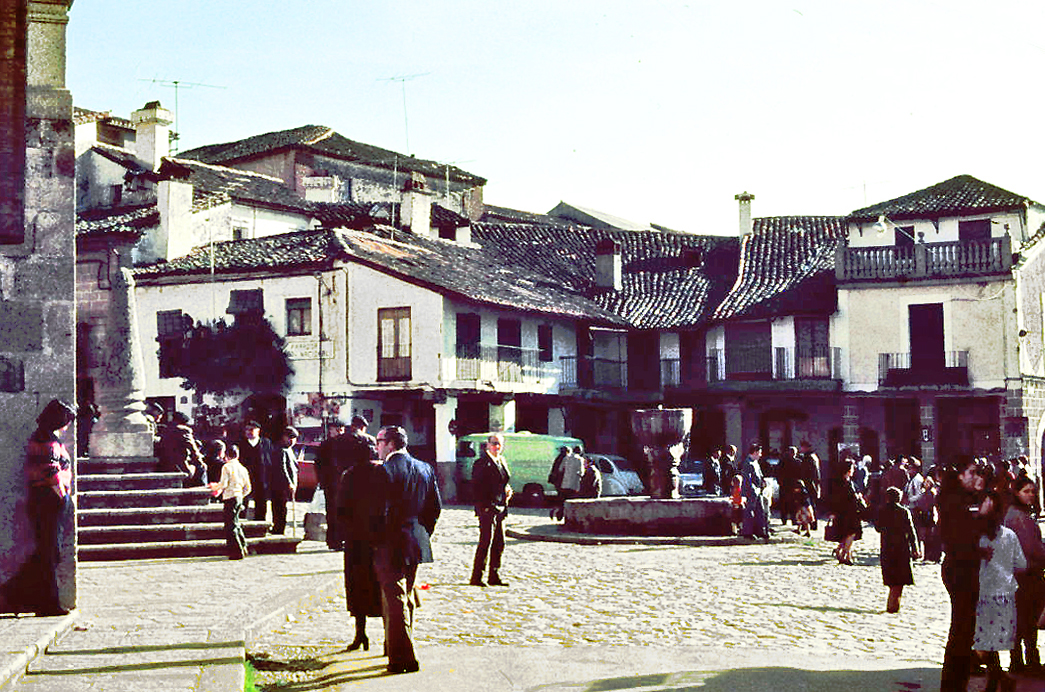
Plaza de la localidad en la década de 1970

En 1820, a la caída del Antiguo Régimen la localidad se constituye en municipio constitucional, entonces conocido como Puebla de Guadalupe en la región de Extremadura que desde 1834 quedó integrado en el partido judicial de Logrosán que en el censo de 1842 contaba con 700 hogares y 3835 vecinos. En 1389 el santuario había sido encomendado a la Orden de San Jerónimo, quedando bajo su custodia hasta 1835. A partir de dicha fecha pasa varias décadas abandonado hasta que en 1908 los franciscanos se hacen cargo del monasterio.

## Demografía
Guadalupe cuenta con una población de 1752 habitantes (INE 2024).
| Gráfica de evolución demográfica de Guadalupe entre 1842 y 2021                                                     |
| |
| Población de derecho según los censos de población del INE Población de hecho según los censos de población del INE |

## Economía
Su principal fuente de ingresos es debida al turismo. Posee una agricultura con cultivos de cereales, vid, olivos y hortalizas. También destaca el ganado lanar y porcino.

## Administración y política
En la siguiente tabla se muestran los votos en las elecciones municipales de Guadalupe, con el número de concejales entre paréntesis, en las elecciones municipales desde 2003:

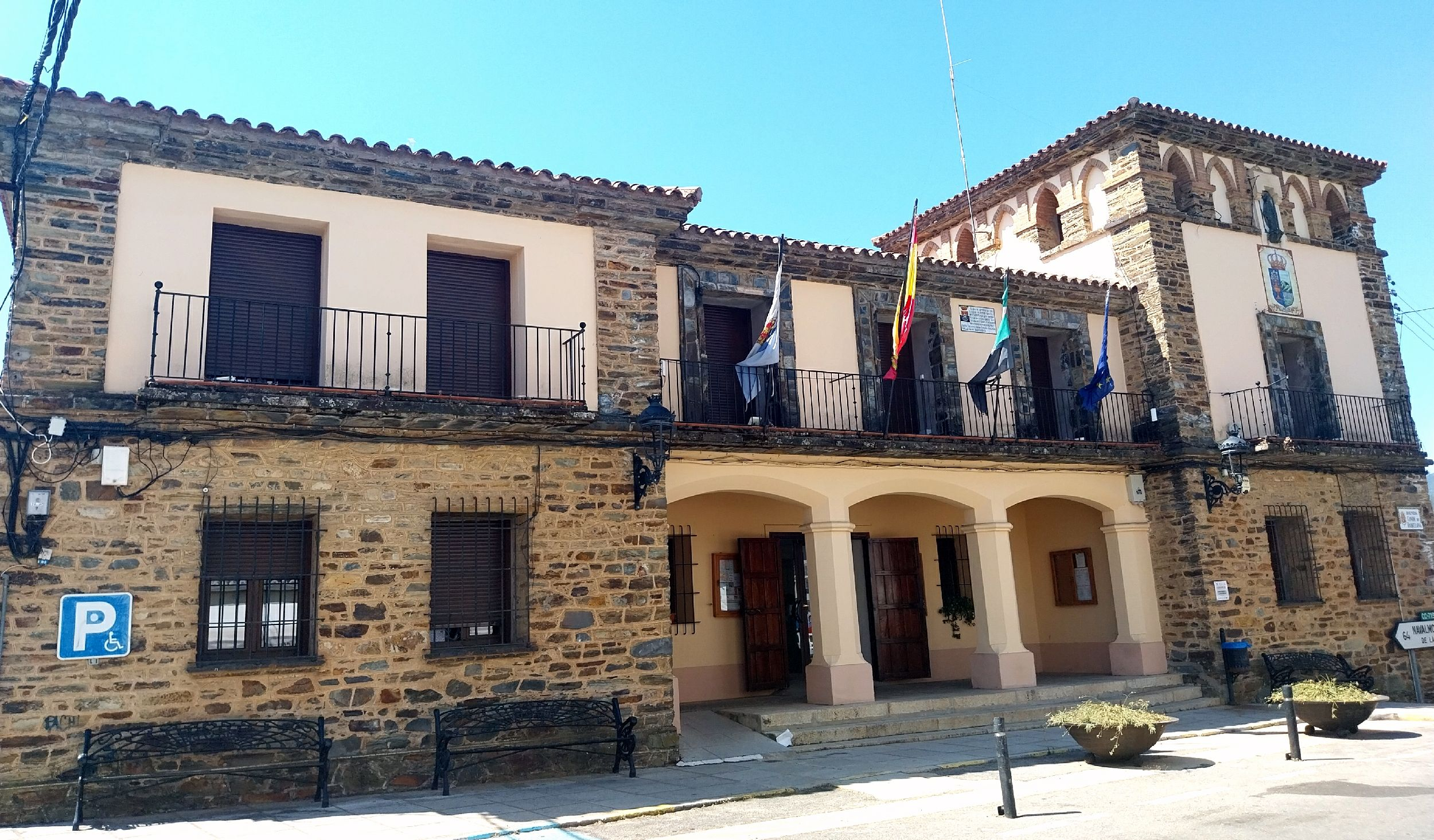
Ayuntamiento de Guadalupe

| Año  | Año | Populares      | Socialistas (PSOE) | Otra izquierda    | Regionalistas     | Otros                    |
| ---- | --- | -------------- | ------------------ | ----------------- | ----------------- | ------------------------ |
| 2003 |     | PP: 639 (5)    | PSOE: 656 (5)      | IU-SIEX: 175 (1)  | No se presentaron | No hubo más candidaturas |
| 2007 |     | PP-EU: 549 (5) | PSOE: 718 (6)      | SIEX: 77 (0)      | IPEX: 108 (0)     | No hubo más candidaturas |
| 2011 |     | PP-EU: 505 (4) | PSOE: 405 (3)      | No se presentaron | IPEX: 469 (4)     | No hubo más candidaturas |
| 2015 |     | PP: 470 (4)    | PSOE: 795 (7)      | No se presentaron | No se presentaron | No hubo más candidaturas |

| Periodo   | Nombre                                      | Partido |
| --------- | ------------------------------------------- | ------- |
| 1979-1983 | Federico Gonzalo                            | UCD     |
| 1983-1987 | ¿?                                          | PSOE    |
| 1987-1991 | ¿?                                          | AP      |
| 1991-1995 | ¿? (hasta 1993) Justo Regadera (desde 1993) | PSOE    |
| 1995-1999 | Justo Regadera                              | PSOE    |
| 1999-2003 | Pedro Moreno                                | PP      |
| 2003-2007 | Modesto Rubio                               | PSOE    |
| 2007-2011 | Modesto Rubio                               | PSOE    |
| 2011-2015 | Francisco Rodríguez                         | PP-EU   |
| 2015-2019 | Felipe Sánchez Barba                        | PSOE    |
| 2019-2023 | Felipe Sánchez Barba                        | PSOE    |
| 2023-act. | José Miguel Martín Ramiro                   | PSOE    |

## Servicios públicos

### Educación
El pueblo cuenta con su propio instituto, el IESO Las Villuercas. También cuenta con un centro de Educación Infantil y Primaria, el CEIP Reyes Católicos.

### Sanidad
Guadalupe es capital de una zona de salud dentro del área de salud de Cáceres. Debido a ello, el municipio tiene un centro de salud en la calle Viña Mayor. En la zona de salud de Guadalupe se incluyen las localidades vecinas de Alía y La Calera. En cuanto a los centros sanitarios privados, en 2013 había en el municipio una consulta de podología, una consulta de fisioterapia y dos clínicas dentales. El municipio cuenta con una sola farmacia, que coordina sus turnos de guardia con las de Alía, Cañamero y Logrosán.

## Patrimonio

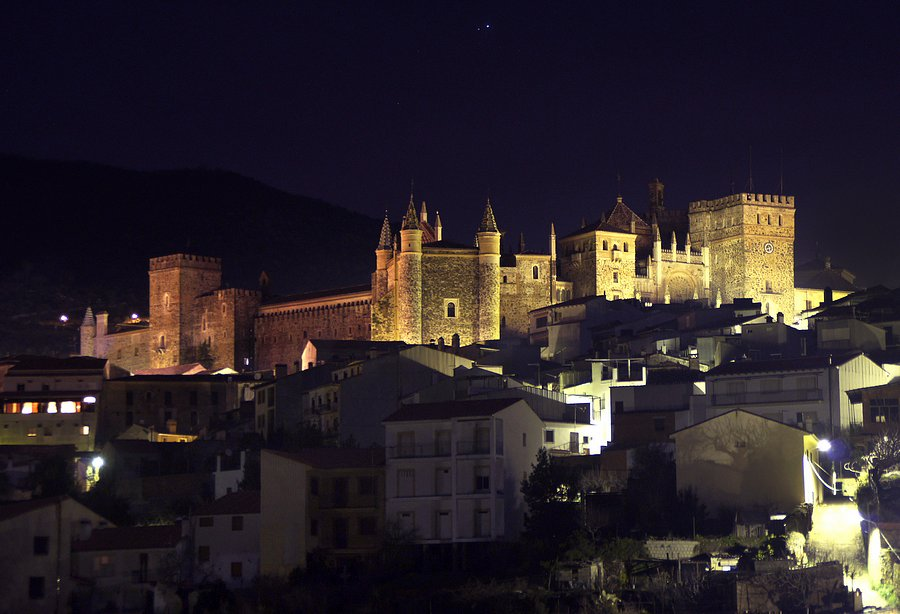
Guadalupe de noche.

### Real Monasterio de Santa María

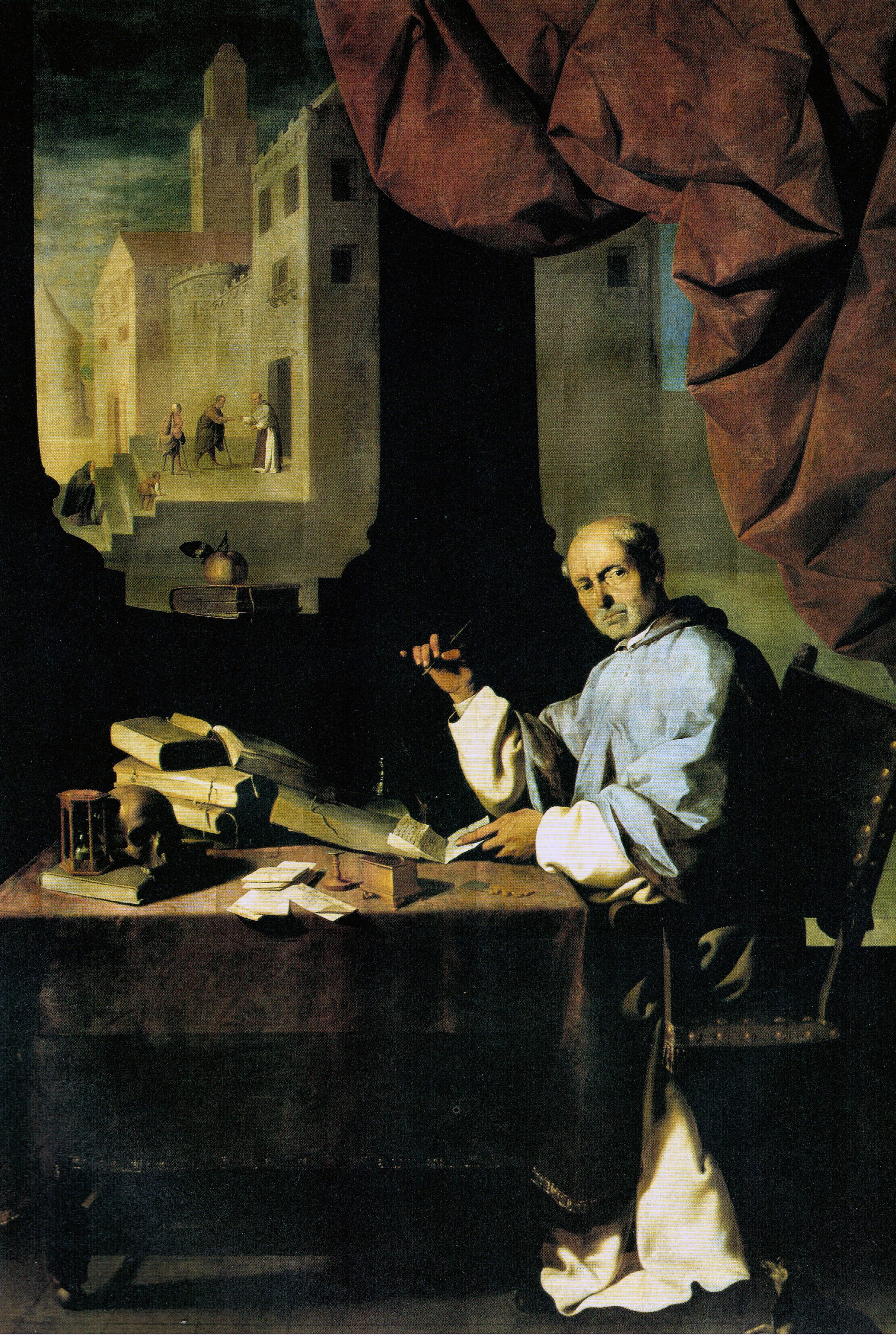
Fray Gonzalo de Illescas 1639 (235 x 290 cm.), Sacristía del monasterio de Guadalupe.

En Guadalupe se encuentra el notable Real Monasterio de Nuestra Señora de Guadalupe que fue de la Orden de San Jerónimo entre 1389 y 1835, con recinto de fortaleza y marcado acento mudéjar, construido con elementos góticos, renacentistas y barrocos. El monasterio de Guadalupe fue inscrito en la lista del Patrimonio de la Humanidad en 1993 por la Unesco. Destacan:
- Iglesia de Nuestra Señora, gótica (siglo XIV), de tres naves y bóvedas de crucería. Su decoración es barroca; el retablo mayor, obra de Juan Gómez de Mora fue esculpido en el siglo XVII, dorado y policromado por Giraldo de Merlo y Jorge Manuel Theotocópuli, hijo de El Greco, enmarca grandes telas de Vicente Carducho y Eugenio Caxés.
- El Camarín de la Virgen, del siglo XVIII, contiene cuadros de Luca Giordano.
- Claustro mudéjar de dos pisos y, en su centro, pequeño templete gótico mudéjar, de ladrillo, revestido de azulejos de Manises.
- Sala Capitular, del siglo XV, con importantes pinturas góticas al fresco.
- Claustro gótico, que fue antigua botica y hospital, obra de Covarrubias.
- Sacristía y capilla de San Jerónimo, con las famosas pinturas de Zurbarán.
- Museos, de pintura y escultura (que cuenta con obras de Juan de Flandes, Zurbarán, Goya, Juan Correa de Vivar, Nicolás Francés, Egas Cueman, Pedro de Mena y El Greco entre otros), tesoro con frontales bordados y museo de grandes libros de coro miniados (siglos XV-XVI).
- Comedor de la Hospedería, obra de Rafael Moneo de 1994.

### La Puebla
La Puebla es un interesante Conjunto Histórico-Artístico de los siglos XIV-XVI, con preciosas callejas y casas con soportales. Entre sus monumentos destacan:

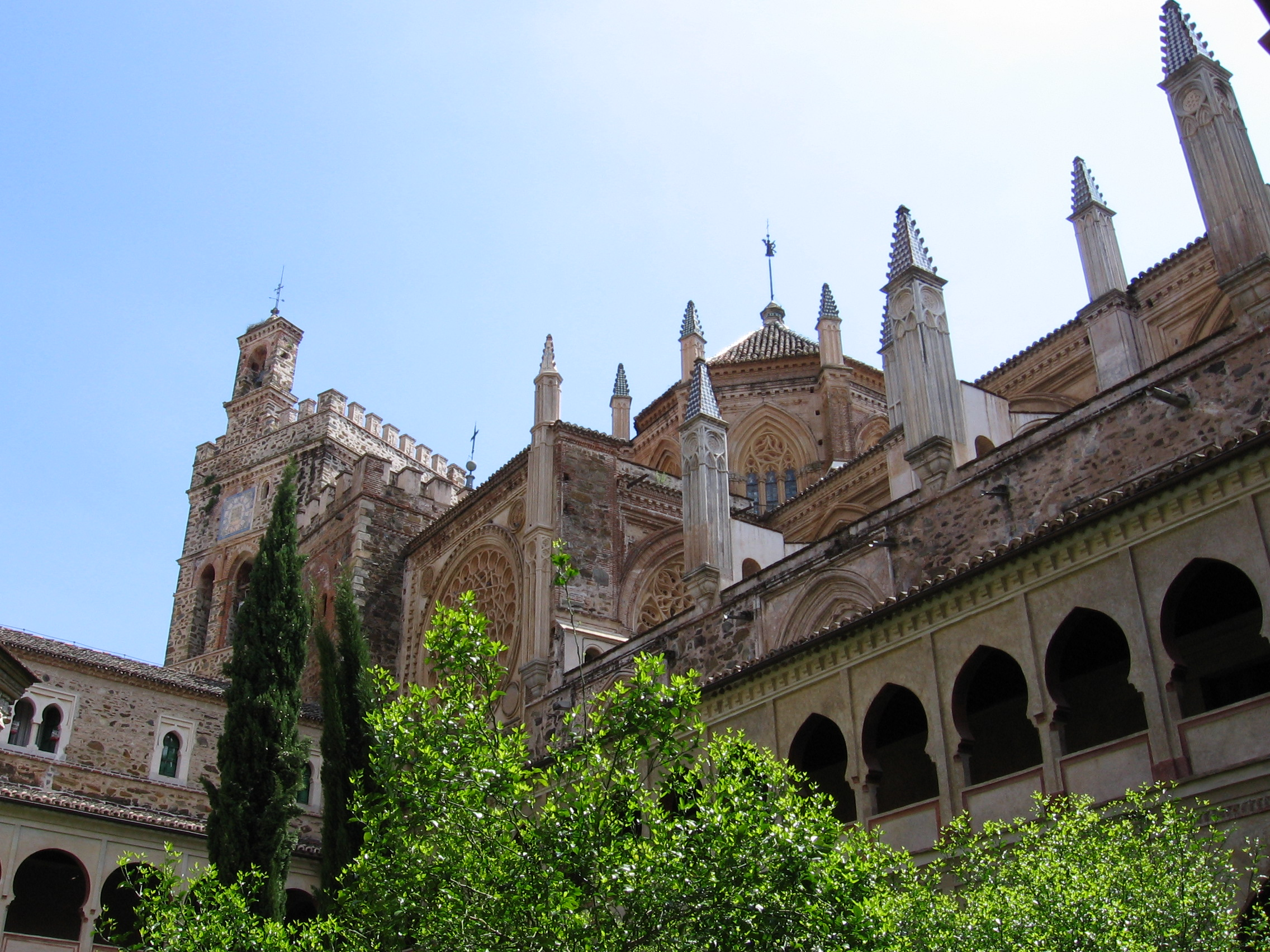
Claustro Mudéjar Guadalupe.

#### Colegio de Infantes
O Colegio de Gramática, antiguo centro de enseñanza de humanidades y canto religioso, donde se impartía el trivium. Obra de Antón Egas (siglo XVI), es un precioso ejemplar del arte mudéjar por el claustro, techos y portadas. Fue convertido en el Parador Nacional de Zurbarán en 1966.

#### Conjunto de hospitales
Red de antiguos albergues y hospitales (siglos XIV-XVI) para atención de peregrinos y enfermos; se conservan la Enfermería de Monjes (parte de la Hospedería del monasterio), y los de San Juan Bautista (o de Hombres, hoy dependencia del Parador de Turismo), Nuevo (o de Mujeres), la Pasión y San Sebastián. En el Hospital de San Juan se practicó por primera vez en España, con autoridad pontificia concedida por el papa Eugenio IV en 1442, la cirugía y disección por cirujanos frailes y seglares.

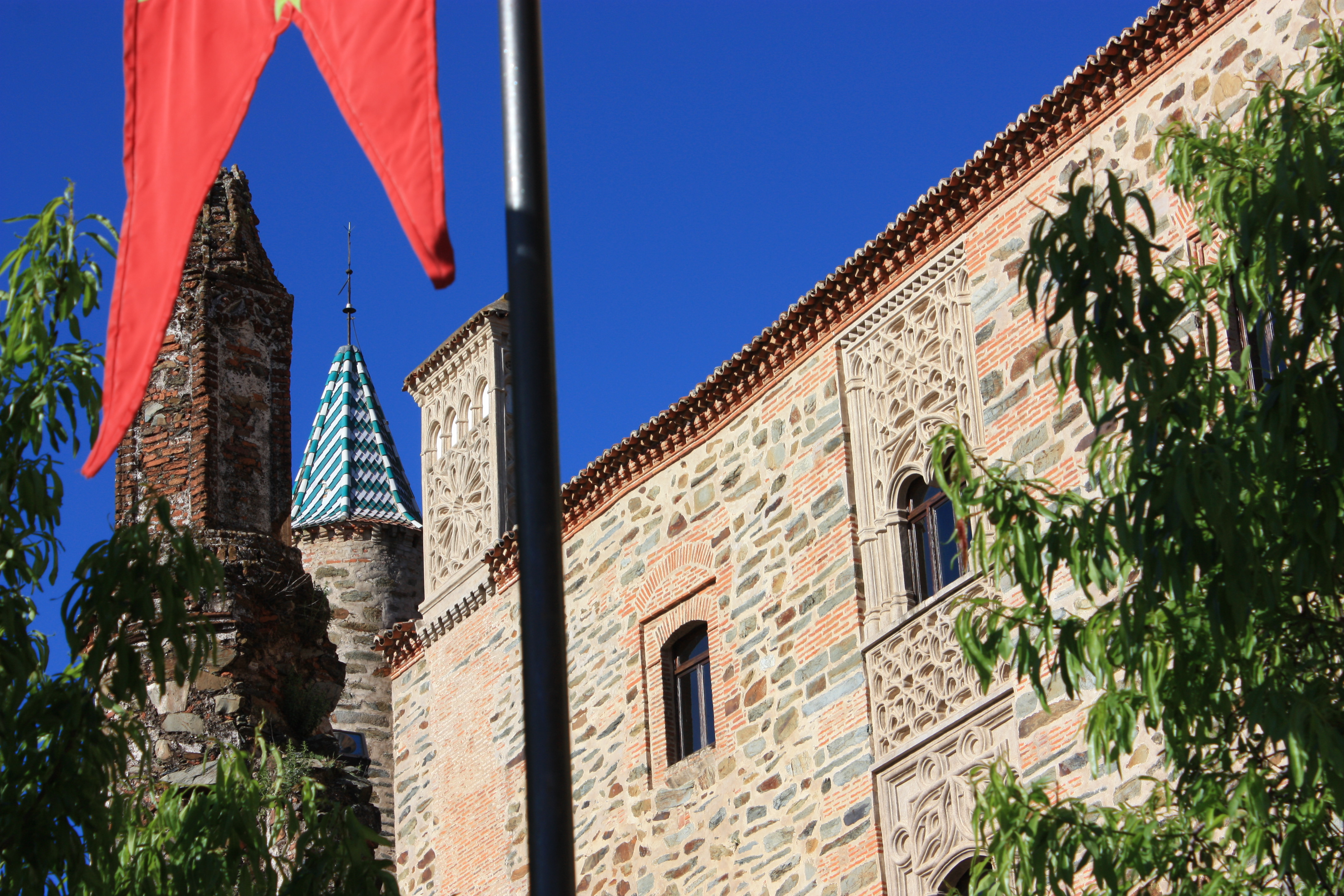
Imagen de Guadalupe.

#### Iglesia de la Santa Trinidad
Iglesia Nueva, obra de Barroca de Manuel de Lara Churriguera. Edificio con portada barroca es un templo de tres naves con crucero y cúpula dedicado a la Trinidad. Fue construido en los años 1730-1735 a expensas del Duque de Veragua, descendiente de Cristóbal Colón.

#### Arcos medievales
De las antiguas cintas de murallas; se conservan cinco (tres - San Pedro, Sevilla y Chorro Gordo - de la muralla interior, y dos - Eras y Tinte - de la muralla exterior).

#### Antigua judería

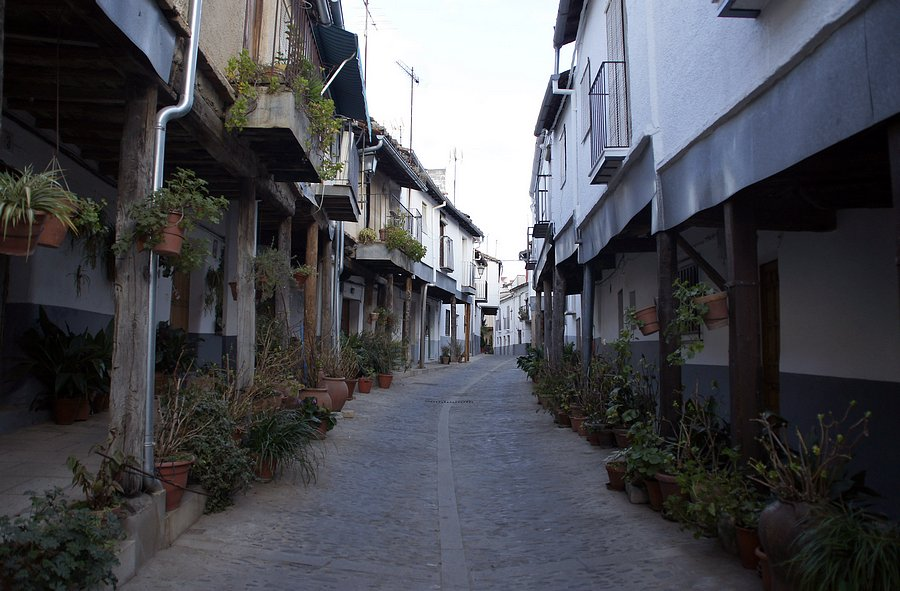
Antigua judería.

Con casas de los siglos XIV al XVI. Las casas que circundan la Plazuela de los Tres Chorros y las calles hacia el oeste se presentan agrupadas, con típicos soportales de madera y balcones floridos, evocando las antiguas costumbres de la sierra. 
También debe mencionarse el Belén Artesanal de Norberto, conjunto con más de 400 piezas de barro cocido, concebido por la familia Barba González, y de visita libre todo el año.

### Alrededores

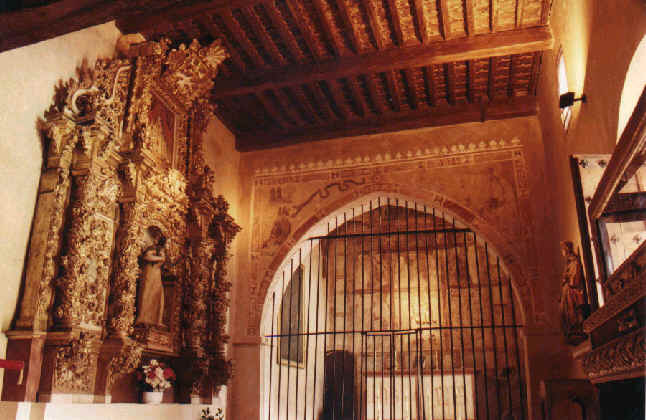
Capilla de la Magdalena en la Granja de Mirabel.

En los alrededores de Guadalupe se encuentran algunos monumentos de importancia:
- La Granja de Mirabel, reedificada hacia 1486 para descanso de los Reyes Católicos, con portada del siglo XVII. Bien de Interés Cultural.
- Granja de Valdefuentes, palacio del primer tercio del siglo XIV, reedificado para Felipe II entre 1551 y 1554. Bien de Interés Cultural.
- Arca del Agua, monumento del siglo XIV con galerías excavadas en la montaña. Bien de Interés Cultural.
- Ermita del Humilladero, mudéjar, del siglo XV. Bien de Interés Cultural.
- Molinos, de los siglos XIV al XVI, antiguas dependencias del monasterio de Guadalupe. Destaca el molino del estanque, con protección de Bien de Interés Cultural.
- Pozo de la Nieve, antigua construcción del siglo XVI en la montaña, para abastecer a los hospitales de Guadalupe.

## Cultura
Museos
Los principales museos de la villa son propiedad del monasterio, y juntos conforman los denominados Museos del Real Monasterio de Santa María de Guadalupe. Entre ellos destacan el Museo de Bordados, con ropas litúrgicas de entre los siglos XVI y XIX; el Museo de Libros Miniados, donde se exhiben libros realizados en el monasterio entre los siglos XIV y XIX; y el Museo de Esculturas y Pinturas, que cuenta con obras de Goya, el Greco, Zurbarán, Hanequin de Bruselas y Egas Cueman, entre otros.
Encuentros étnico-culturales
Desde el año 1929 se celebran anualmente en Guadalupe las Jornadas de Solidaridad entre los Pueblos Hispanos, oficiosamente conocidas como Jornadas de la Hispanidad, organizadas por la Real Asociación de Caballeros de Santa María de Guadalupe. Se celebran en torno al 12 de octubre, Día de la Hispanidad. Una parte de las actividades se realizan en Guadalupe y otra parte en alguna otra ciudad extremeña que se elige cada año. Cada convocatoria se centra sobre un asunto determinado relacionado con los vínculos entre España y América Latina y los desafíos sociales a los que ambos entornos hacen frente en la actualidad. Se celebran coloquios, conferencias, exposiciones de pintura y escultura, catas gastronómicas, ferias de artesanía y festivales de música. También se entregan los Premios Guadalupe-Hispanidad, que galardonan a personajes destacados de las artes y las ciencias naturales y sociales que han contribuido al desarrollo económico y social y el mutuo conocimiento de los pueblos hispanos y a la proyección de la cultura española, extremeña e hispanoamericana. Las jornadas han sido declaradas Fiesta de Interés Turístico de Extremadura.

## Patrimonio cultural inmaterial

### Festividades
- Romería de San Blas, se celebra el 3 de febrero en la ermita de San Blas con procesión del Santo.
- Fiesta de la Cruz, se celebra el 3 de mayo con la veneración del Santo Cristo de Mirabel y de la Magdalena.
- Procesión del Corpus Christi.
- Semana Santa.
- Toros Tradicionales. Tradicionalmente se celebra a finales de agosto.
- Fiesta Patronal en honor de Santa María de Guadalupe, se celebra el 8 de septiembre. Dentro de las fiestas patronales se desarrollan diversos actos religiosos entre los que destacan: la Ofrenda Floral el día 6 de septiembre por la mañana, organizada por la Asociación de Damas de Santa María de Guadalupe, la Solemne Bajada del Camarín de la Sagrada Imagen el día 6 de septiembre por la tarde, la misa de peregrinos la mañana del día 7 de septiembre, ya el día 8 de septiembre, se celebra el Día de Extremadura, este día destacan la misa pontifical presidida por el arzobispo de Toledo con asistencia de los obispos extremeños, y la Procesión de la Virgen por el Claustro Mudéjar y la Basílica. Dentro de los actos culturales y festivos, durante los días 6, 7, 8 y 9 de septiembre tiene lugar la feria de Guadalupe, dentro de la cual destaca la quema de fuegos artificiales la noche del día 7 de septiembre frente la fachada del Monasterio y el concierto de la Banda de Música de Guadalupe la noche del día 8 de septiembre.

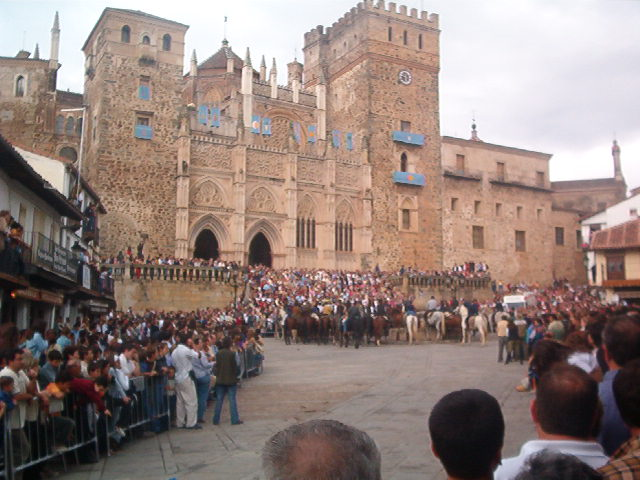
Guadalupe el 12 de octubre de 2003.

- Guadalupe el 12 de octubre de 2003.Hispanidad (12 de octubre). Celebradas desde el 12 de octubre de 1928, conmemorando la Coronación canónica de la Virgen de Guadalupe como Patrona de la Hispanidad. A partir de 1929 se celebran anualmente en Guadalupe las Jornadas de Solidaridad entre los Pueblos Hispanos, conocidas como Jornadas de la Hispanidad. Además de un ciclo de conferencias y eventos para la ocasión, en torno al Museo de la Hispanidad, así como el Concierto de la Hispanidad, a cargo de la Orquesta de Extremadura, y la entrega los tradicionales Premios Fundación Guadalupe-Hispanidad. Destaca también la llegada de muchísimos peregrinos montados a caballos de distintos pueblos cercanos o distintas autonomías para cantarle a la Virgen de Guadalupe.[26]

### Tradiciones
Caminos de Guadalupe
Guadalupe es un importante centro de peregrinación proveniente de diversas partes de España. Tras el inicio de la construcción del Monasterio de Santa María de Guadalupe en 1337 por orden de Alfonso XI se creó una red de caminos que unían los principales núcleos de población del centro peninsular (Plasencia, Cáceres, Mérida, Ciudad Real, Toledo, Madrid) con Guadalupe.

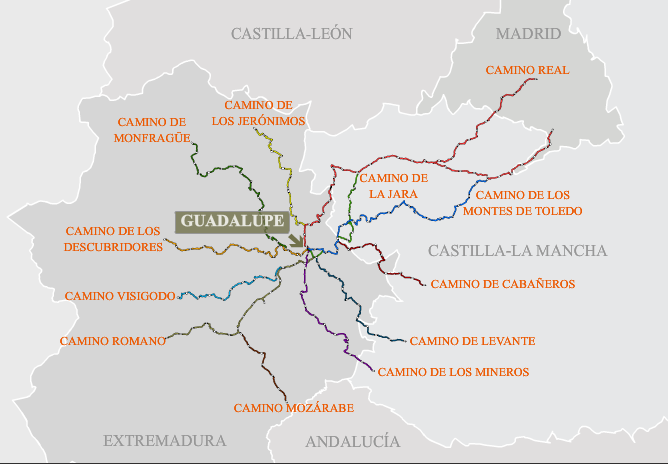
Los doce caminos históricos de Guadalupe

En la actualidad se conoce y conserva el trazado de doce de estos caminos históricos, que actúan como recta final de caminos más largos que comunican todos los extremos de la península con la villa de Guadalupe. Los doce caminos históricos son:
- Camino Real (desde Madrid)
- Camino de los Montes de Toledo (desde Toledo)
- Camino de la Jara
- Camino de Cabañeros
- Camino de Levante (desde Ciudad Real)
- Camino de los Mineros
- Camino Mozárabe
- Camino Romano (desde Mérida)
- Camino Visigodo
- Camino de los Descubridores (desde Cáceres)
- Camino de Monfragüe (desde Plasencia)
- Camino de los Jerónimos

## En las artes y la cultura popular
En Guadalupe se grabó en 1956 El pequeño ruiseñor, la primera película de Joselito.[cita requerida]